# Богдан Југовић Хајнц
Богдан Југовић Хајнц, Војвода Богдан, пешадијски поручник и четнички војвода (Ваљево 1882 — 30. мај/12. јун 1905, село Петраљица код Куманова).

## Биографија
Син Пољака, санитетског официра др Освалда Хајнца, који је као емигрант нашао уточишта у Србији, Хајнц је одмалена одгајан као прави српски родољуб. Оставши рано без родитеља прешао је на школовање у Београд и по завршетку 6. разреда гимназије, ступио је у војну академију 1. септембра 1899, а 2. августа 1901. године постао је пешадијски потпоручник.
Одличан официр, одушевљен родољуб и уверен демократски дух, Хајнц никако није могао да прежали што га његови другови завереници нису увели у заверу (Мајски преврат) од 29. маја 1903. године. У пролеће 1905. Југовић је све своје имање опоруком одредио за циљеве четничке организације, изузимајући један легат од 3.000 динара једном своме другу, и онда је и сам пошао у рат.
Уочи 30. маја, по старом, тј. 12. јуна 1905. чета, коју су водили Бранивоје Јовановић звани војвода Брана и Југовић заноћила је у селу Петралици. Неко их је пријавио Турцима. Ујутро, када су хтели да крену даље, чета је видела да је са свих страна опкољена турском војском. Борба је трајала скоро цео дан. Погинуле су обе војводе и сви четници, изузев једног јединог, који се као чудом спасио. Војвода Хајнц је погинуо међу првима, војвода Брана последњи.
На Петровдан 1923. армијски официри I и III армије открили су споменик војводама Хајнцу и Брани и њиховим четницима, на месту где су јуначки пали. О двадесетогодишњици од дана петраљичке битке, 12. јуна 1925, код петраљичке цркве посвећен је споменик, који је војводи Хајнцу подигао његов друг генерал Петар Живковић. Њихова смрт дуго је опевана у народу. Између два рата био је популаран позоришни комад „Војвода Брана“ и често је игран у Старој Србији, како се онда звала Македонија.

## Признања
У Београду једна улица носи његово име Војводе Богдана али не и у родном граду Ваљеву.